# بالتیک (کنتیکت)
بالتیک (به انگلیسی: Baltic) یک منطقهٔ مسکونی در ایالات متحده آمریکا است که در کنتیکت واقع شده‌است.